# Wyoming
För andra betydelser, se Wyoming (olika betydelser).
Wyoming är en delstat i USA. Delstaten ligger centralt i landets västra del och definieras även av United States Census Bureau som del av regionen Västra USA. De två västra tredjedelarna av den glesbefolkade delstaten är till större delen täckta av bergskedjor och betesmarker vid foten av östra Klippiga bergen, medan den östra tredjedelen av delstaten består av en höghöjdsprärie som kallas High Plains. 
Wyoming är den till ytan tionde största amerikanska delstaten och den minst befolkade. Antalet invånare år 2010 var 563 626 vilket är en ökning med 14,1 % sedan år 2000. Huvudstad är Cheyenne, belägen i sydöstra delen av delstaten, som med en befolkning på knappt 60 000 personer också är delstatens största stad, före den näst största staden Casper som ligger i centrala Wyoming. Delstatens namn har indianskt ursprung och kommer av Muneespråkets xwé:wamənk som betyder "på den stora älvens flatsida" vilket var namnet på Wyomingdalen i Pennsylvania.
Delstatens motto "Equal Rights" har sin grund i att dess föregångare Wyomingterritoriet 1869 höll de första allmänna valen i USA där kvinnor hade rösträtt. Delstaten var även den första med kvinnliga jurymedlemmar och fredsdomare (Esther Hobart Morris, 1870) samt med en kvinnlig guvernör (Nellie Tayloe Ross, 1925–1927). Wyoming kallar sig därför officiellt även "Equality state".

## Historia

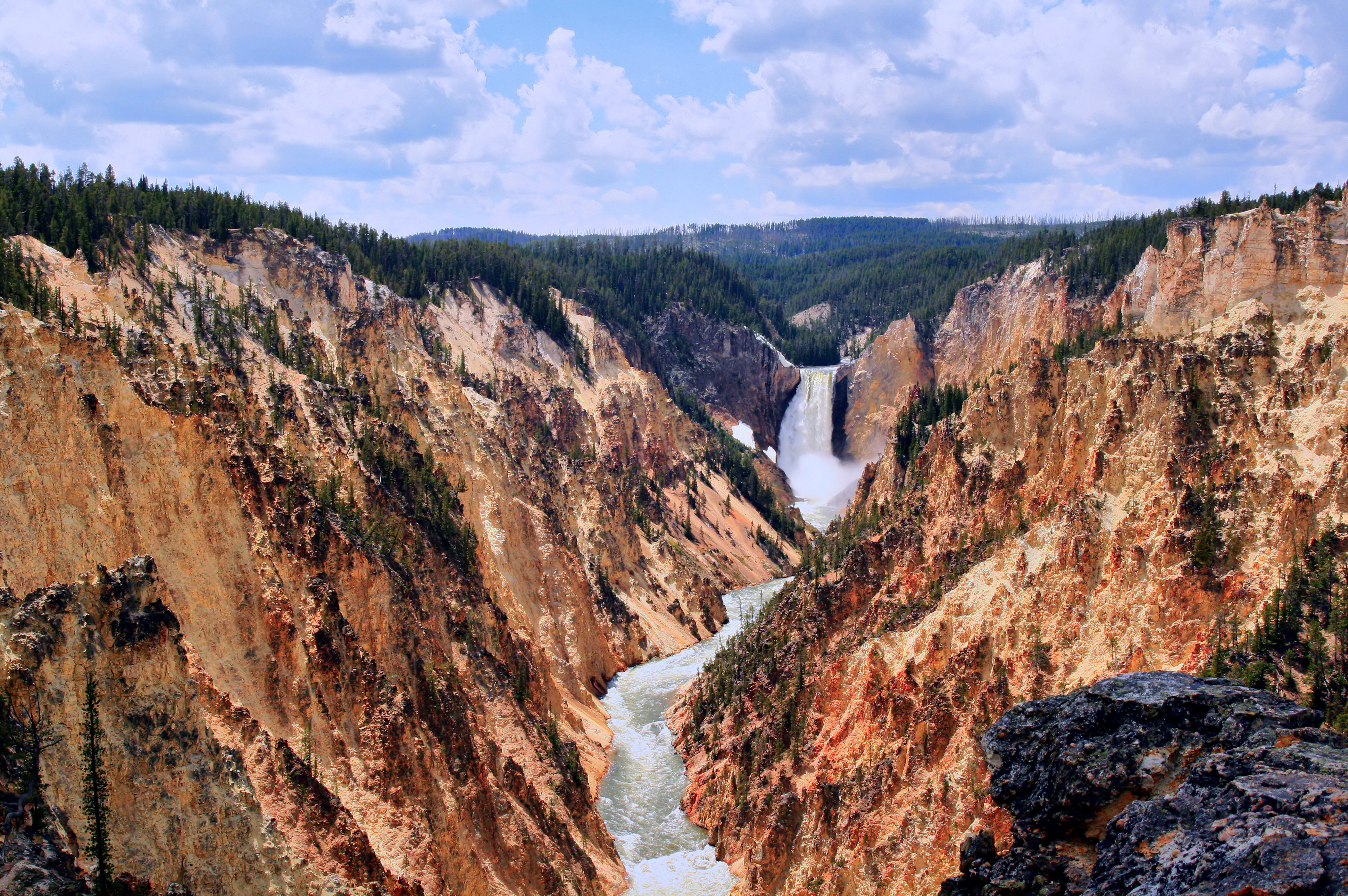
Grand Canyon of the Yellowstone, Yellowstonefloden, i Yellowstone nationalpark.

Området beboddes före de europeiska bosättarnas ankomst av olika folkgrupper inom den nordamerikanska ursprungsbefolkningen, bland annat av kråkindianer, arapahoer, lakota och shoshoner. Under kolonialtiden var Wyoming ett gränsland mellan Nya Spanien, brittiska Nordamerika och Louisianaterritoriet. 1848 blev området helt amerikanskt genom freden i Guadalupe Hidalgo efter mexikansk-amerikanska kriget.
Området utforskades av fransk-kanadensiska pälsjägare i slutet av 1700-talet, vilket franska toponymer som Téton, La Ramie, m.fl. fortfarande påminner om. Regionen beskrevs av John Colter 1807, en medlem av Lewis och Clark-expeditionen som guidades av franskkanadensaren Toussaint Charbonneau och hans unga shoshonefru, Sacajawea. Colters beskrivning av Yellowstoneregionen avfärdades allmänt som fiktion vid denna tid. Robert Stuart och fem följeslagare upptäckte South Pass 1812, och senare drogs Oregon Trail längs denna rutt. 1850 upptäckte Jim Bridger vad som idag är känt som Bridger Pass, nära den sträckning som både Union Pacifics första transamerikanska järnväg drogs 1868 och Interstate 80 senare drogs i mitten av 1900-talet. Bridger utforskade också Yellowstone men liksom Colters rapporter sågs hans beskrivningar som överdrivna.
Efter att den transamerikanska järnvägen nått Cheyenne kom bosättningen i området att ta fart, vilket ledde till att USA:s regering etablerade Wyomingterritoriet 25 juli 1868. Till skillnad från Colorado var Wyoming fattigare på guld- och silverfyndigheter, vilket ledde till att området drog till sig färre nybyggare. 1867 genomgick South Pass City söder om nuvarande Lander en kortlivad guldrush efter att Carissagruvan börjat producera guld. Koppar bröts även i trakten mellan Sierra Madre Range och Snowy Range i närheten av Grand Encampment.
De första regeringsfinansierade expeditionerna till Yellowstone kom att bekräfta Colter och Bridgers tidigare rapporter och regeringen beslutade 1872 att inrätta Yellowstone nationalpark, då världens första nationalpark. Större delen av nationalparken ligger i det glesbefolkade nordvästra Wyoming, som genom nationalparken till stor del skyddats mot exploatering.
1869 fick kvinnorna rösträtt i territoriet som därmed blev först i USA med att genomföra allmänna val där kvinnor hade rösträtt. Den 10 juli 1890 blev Wyoming USA:s 44:e delstat. 1925–1927 var Nellie Tayloe Ross USA:s första kvinnliga delstatsguvernör.

## Politik

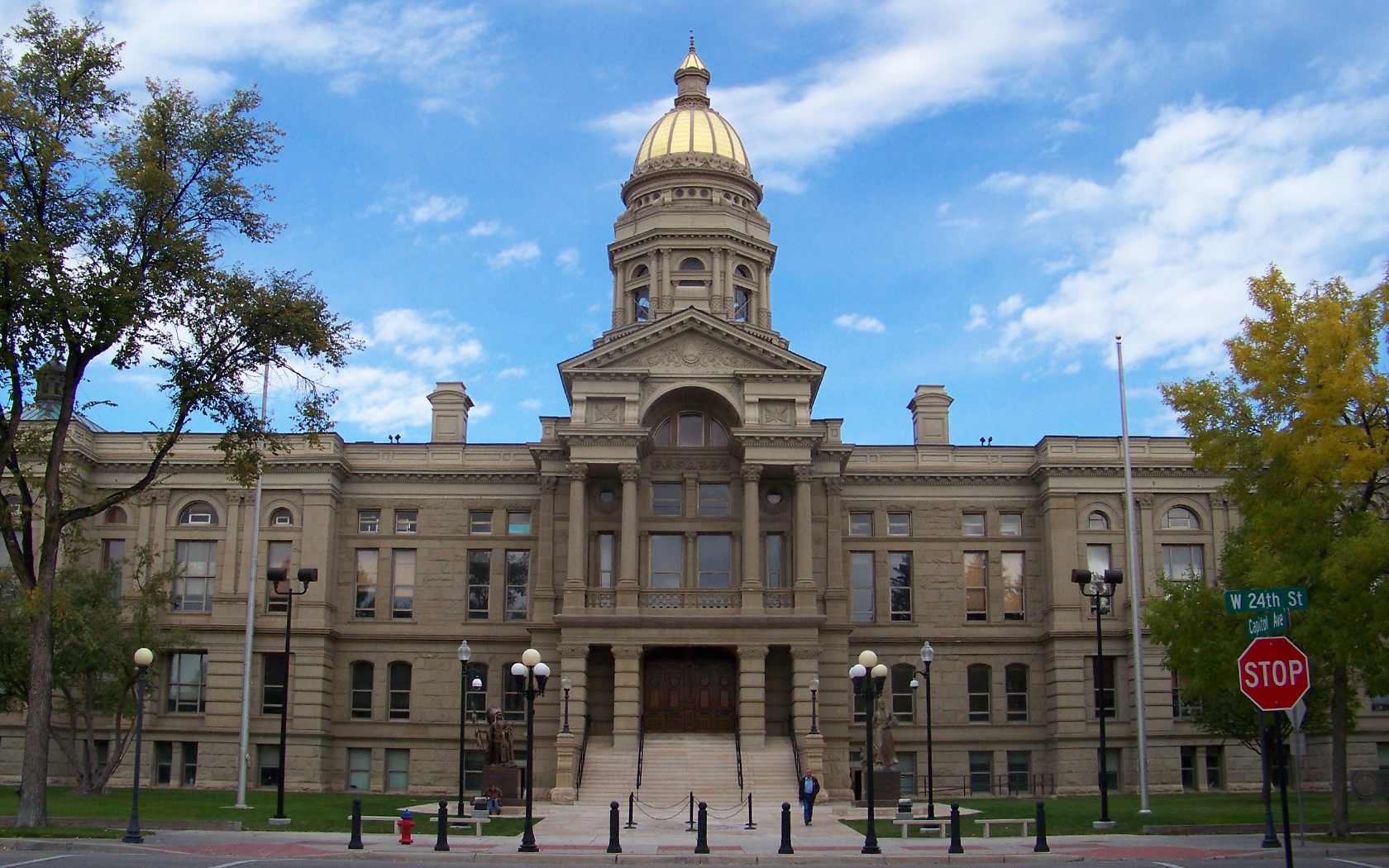
Wyoming State Capitol i Cheyenne är säte för Wyomings delstatslegislatur och guvernörsämbetet.

Wyoming har under senare decennier varit en konservativ delstat och ett av republikanernas starkaste fästen. Delstaten har valt den republikanska presidentkandidaten i varje val sedan 1968. Härifrån kommer bland annat republikanen Dick Cheney som var USA:s vicepresident mellan 2001 och 2009. På delstatsnivå har delstaten haft en stabil republikansk majoritet i delstatssenaten sedan 1930-talet och i delstatens representanthus sedan 1970-talet; dock har delstaten sedan 1970-talet valt demokratiska guvernörer under mer än hälften av mandatperioderna. På lokal nivå finns liberala undantag med demokratisk majoritet, dels det rika och turismdominerade Teton County och dels Albany County som är universitetssäte.
Wyomings 32:a guvernör är sedan 2011 republikanen Matt Mead. Wyoming saknar en viceguvernör och delstatens statssekreterare är även guvernörens ställföreträdare. Statssekreterare är sedan 2015 republikanen Ed Murray.
Liksom alla delstater har Wyoming två medlemmar av USA:s senat men på grund av sin lilla befolkning har delstaten bara en ledamot i USA:s representanthus. Kongressledamot sedan 2009 är Cynthia Lummis och senatorer är Mike Enzi och John Barrasso; samtliga är republikaner.
Wyoming har tre röster i elektorskollegiet vilket ger delstaten ett relativt stort inflytande i presidentvalet i förhållande till sin befolkning. Som exempel har Montana, med en befolkning på en knapp miljon invånare, lika många elektorsröster.

## Rättsväsende

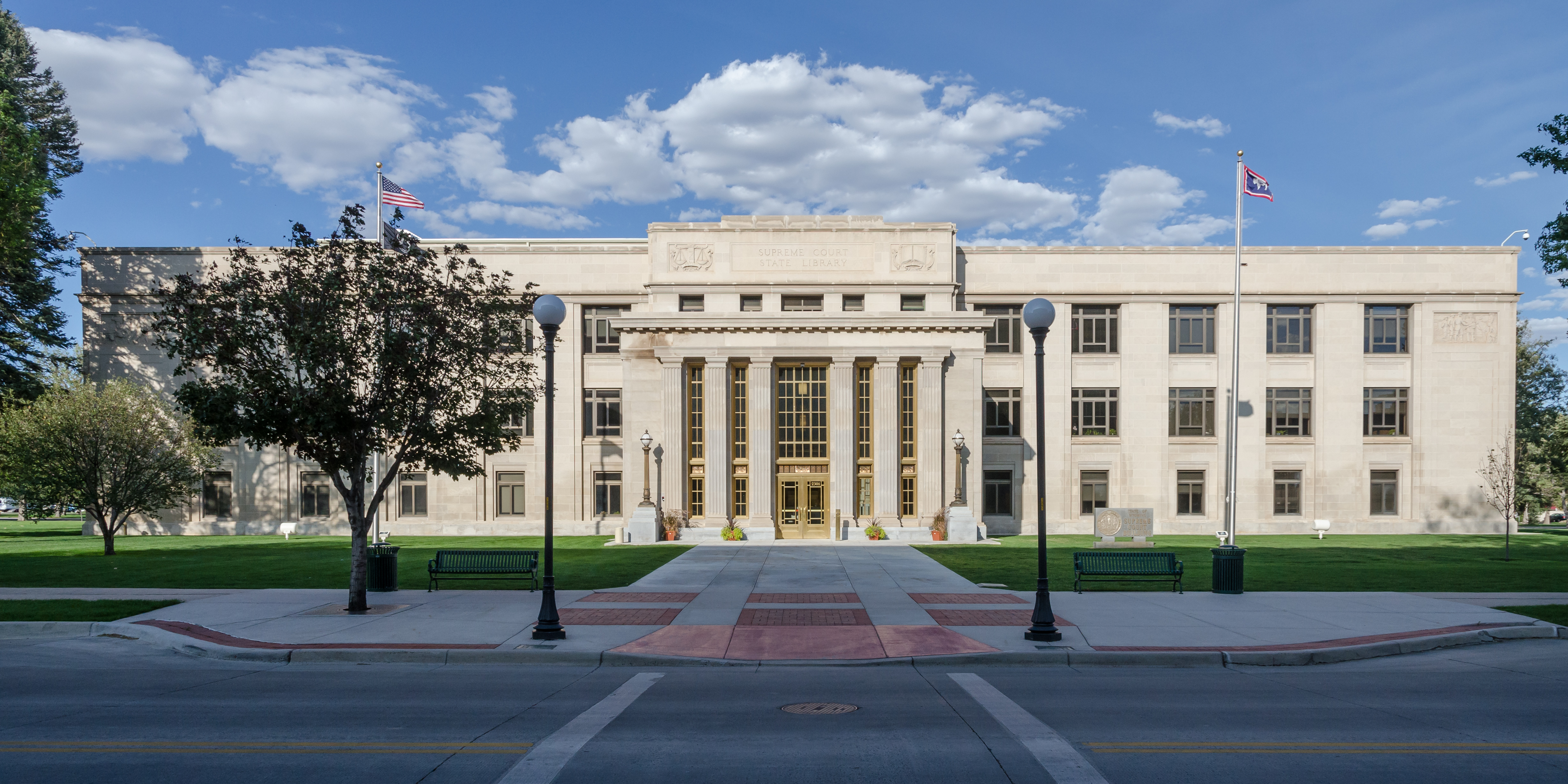
Högsta domstolens byggnad i Cheyenne.

Wyoming Supreme Court, med fem domare, är högsta juridiska instans på delstatsnivå. Delstatens rättsväsende är ovanligt på så sätt att den relativt glesbefolkade delstaten Wyoming saknar en mellanliggande nivå av appellationsdomstolar, och högsta domstolen är därför enda högre instans.

## Utbildning

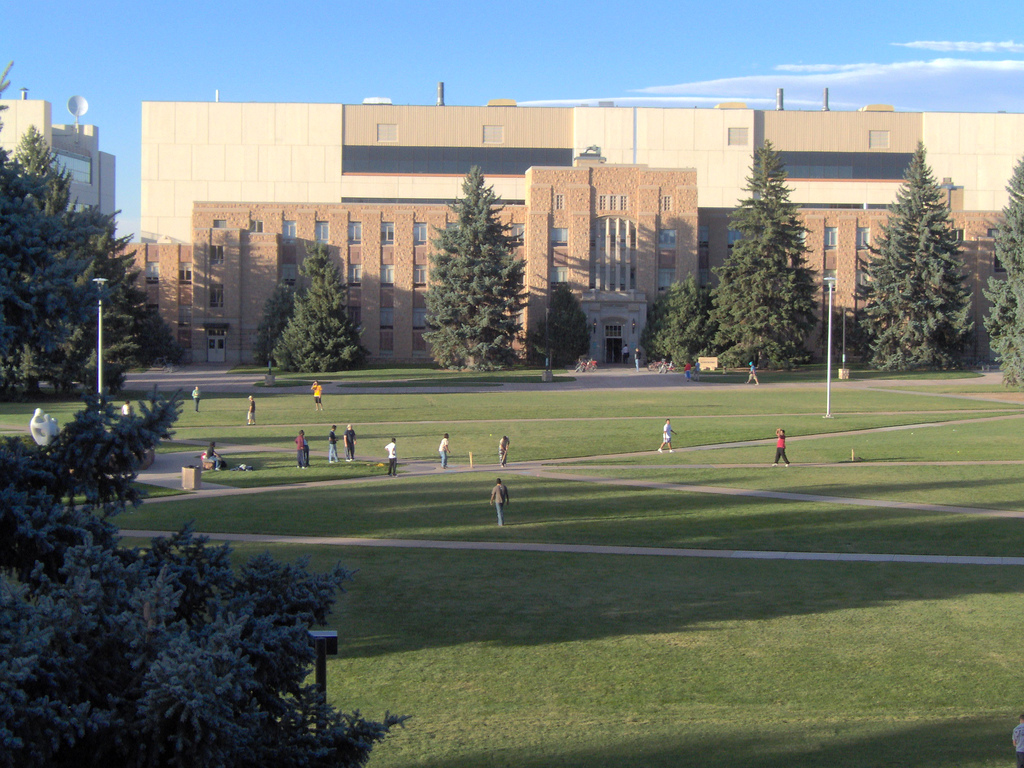
University of Wyomings huvudcampus i Laramie.

Wyomings enda universitet är University of Wyoming i Laramie. Det är tillsammans med det privata Wyoming Catholic College i Lander en av två institutioner som tillhandahåller längre högskoleutbildningar. Förutom dessa finns även sju community colleges som tillhandahåller kortare och förberedande högskoleutbildningar.

## Näringsliv
Wyoming är en glesbefolkad delstat där jordbruk och boskapsuppfödning traditionellt varit viktiga näringsgrenar. Ända sedan järnvägens ankomst har också kolbrytning haft en viktig roll i den lokala ekonomin. I modern tid har energiindustrin och turismsektorn övertagit rollen som ledande näringsgrenar från jordbrukssektorn, även om jordbruket fortsätter att spela en viktig roll i stora delar av delstaten. Bland USA:s delstater har Wyoming den största kolbrytningen, den näst största naturgasproduktionen och den femte största oljeproduktionen. Vindkraft är också en växande del av energiindustrin på grund av de gynnsamma vindförhållandena i delstaten.

## Skatter
Wyoming har en relativt låg skattenivå i en nationell jämförelse och saknar inkomstskatt för individer och företag. Omsättningsskatten för försäljning uppgår till 4 procent på delstatsnivå, och counties har rätt att ta ut ytterligare 1 procent lokalt samt 1 procent för särskilda ändamål efter godkännande av väljarna. Mat omfattas inte av omsättningsskatten, däremot tas en skatt på 2 till 5 procent ut på övernattningar. En användningsskatt på 5 procent tas ut på varor köpta i andra delstater och införda i Wyoming. Egendomsskatter tas ut på lokal nivå men begränsas av delstatslagstiftningen till som mest 1,2 procent av värdet på countynivå och 0,8 procent på stadsnivå. Undantagna från egendomsskatt är bland annat egendom för personligt bruk, försäljningslager, kontanter, aktier och obligationer. Wyoming saknar även arvsskatt. Per capita är Wyoming en av USA:s största mottagare av federala skattefinansierade stödåtgärder och investeringar.

## Infrastruktur

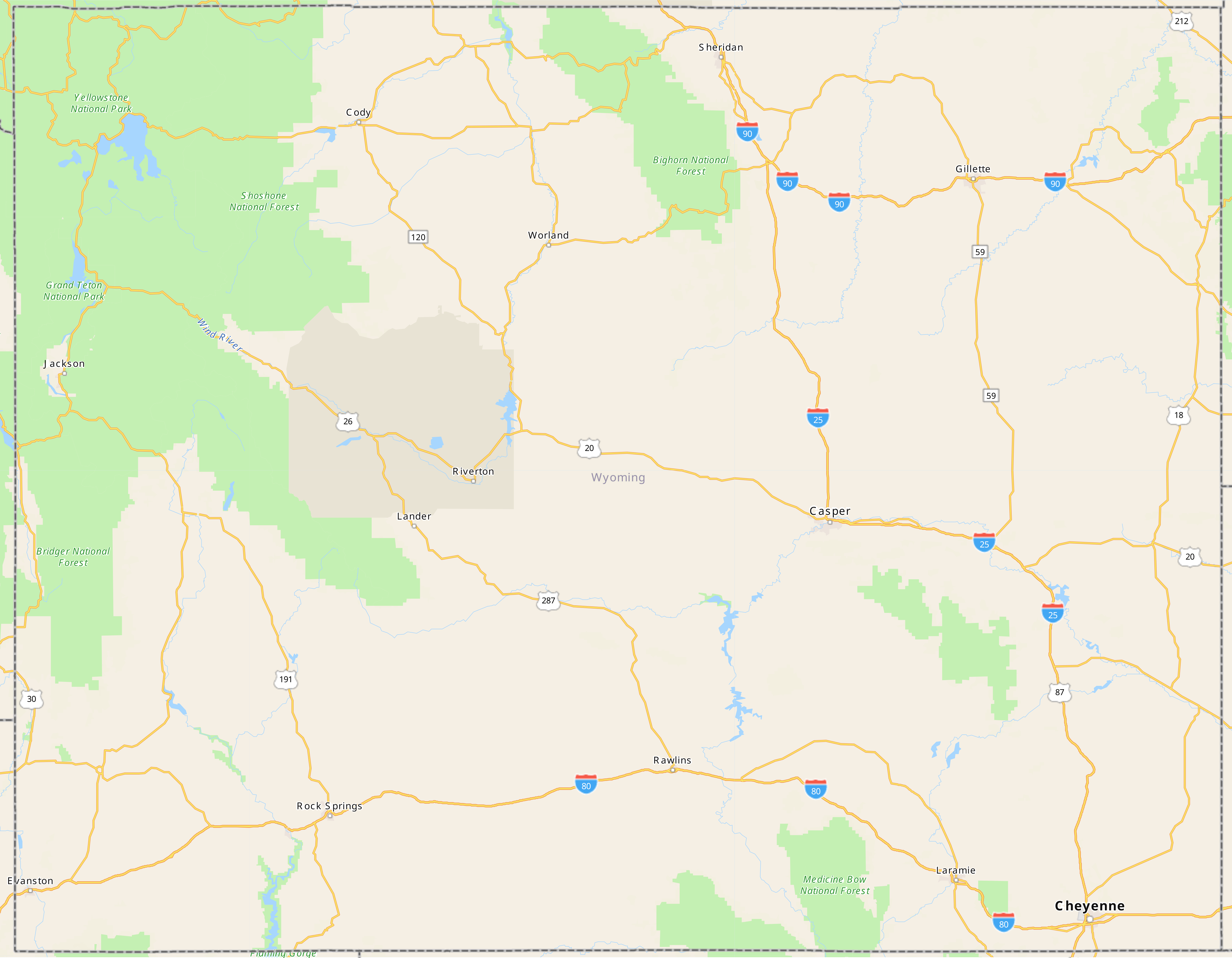
Karta över Wyoming med större vägar och järnvägar utmärkta.

De federala motorvägarna Interstate 80 och Interstate 90 passerar genom Wyoming i öst-västlig riktning. Tillsammans med den nord-sydliga Interstate 25 utgör de stommen i delstatens vägnät. De andra federala landsvägarna som passerar genom delstaten är U.S. Route 14, 16, 18, 20, 26, 30, 85, 87, 89, 189, 191, 212 och 287.
Det nationella järnvägsbolaget Amtrak saknar passagerartrafik genom Wyoming, som tillsammans med South Dakota är de enda delstaterna i de 48 sammanhängande delstaterna som helt saknade passagerartrafik i mars 2016. De två stora järnvägsbolagen som bedriver godstrafik genom Wyoming är Union Pacific och BNSF.
Jackson Hole Airport (JAC) utanför Jackson är delstatens mest trafikerade flygplats, med 305 566 passagerare 2008. Den näst största flygplatsen är Casper/Natrona County International Airport (CPR) utanför Casper, med 74 167 passagerare 2008.

## Befolkning

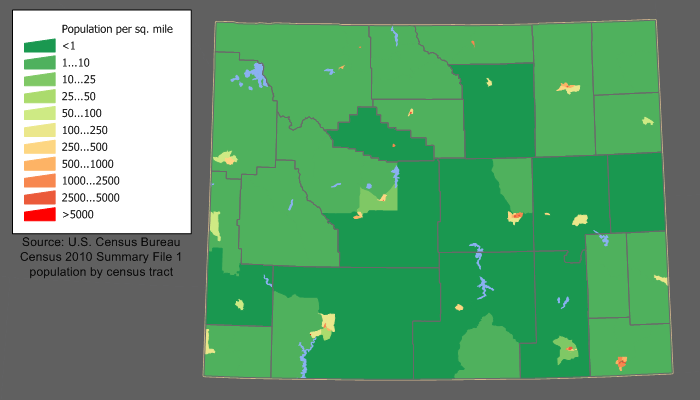
Befolkningstäthet vid 2010 års folkräkning. De största befolkningskoncentrationerna finns i delstatshuvudstaden Cheyenne i sydost och i Casper i centrala delen av delstaten.

Befolkningen beräknades till 586 107 invånare 1 juli 2015 av United States Census Bureau, vilket är en ökning med 4 procent sedan 2010 års folkräkning. Wyoming är USA:s minsta delstat till invånarantalet och tillsammans med Vermont de enda delstaterna som har en lägre befolkning än den federala huvudstaden Washington D.C..
Vid 2010 års folkräkning uppgav sig 90,7 % vara vita amerikaner, 0,8 % svarta/afroamerikaner, 2,4 % amerikanska indianer och Alaska-ursprungsbefolkning, 0,8 % asiatiska amerikaner, 0,1 % hawaiiansk ursprungsbefolkning eller andra stillahavsöbor. 2,2 % uppgav två eller flera alternativ och 3,0 % övriga alternativ. 8.9% av alla invånare definierade sig dessutom som spansktalande/latinos.
Befolkningsökningen från 2010 till 2015 på 22 481 personer beror på födelseöverskott och immigration, med 33 704 födda och 21 539 döda under samma period. Enligt officiell migrationsstatistik var nettoinflyttningen 4 035 personer, varav 2 264 från utlandet och 1 771 från andra delar av USA. 
Vid 2000 års folkräkning uppgav sig 26,0 % ha tyska rötter, 16,0 % engelska, 13,3 % irländska, 4,3 % norska och 3,5 % svenska.

### Språk
2010 hade 93,39% (474 343) av Wyomingborna över 5 års ålder engelska som sitt första språk. 4,47% (22 722) var spansktalande, 0,35% (1 771) tysktalande och 0,28% (1 434) fransktalande. Andra vanliga första språk är olika algonkinspråk (0,18%), ryska (0,10%), tagalog och grekiska (båda 0,09%).

### Religion

#### År 2013
- Kristna – 67 %
  - Protestanter – 49 %
  - Katoliker – 18 %
  - Sista dagars heliga (mormoner) – 9 %
- Annan religion – 1 %
- Judar – 1 %

#### Källa behövs
- -     - Lutheraner – 8 %
    - Baptister – 8 %
    - Metodister – 6 %
    - Presbyterianer – 4 %
    - Episkopaler – 4 %
- Icke-religiösa – 18 %[när?]

[källa behövs]

## Städer

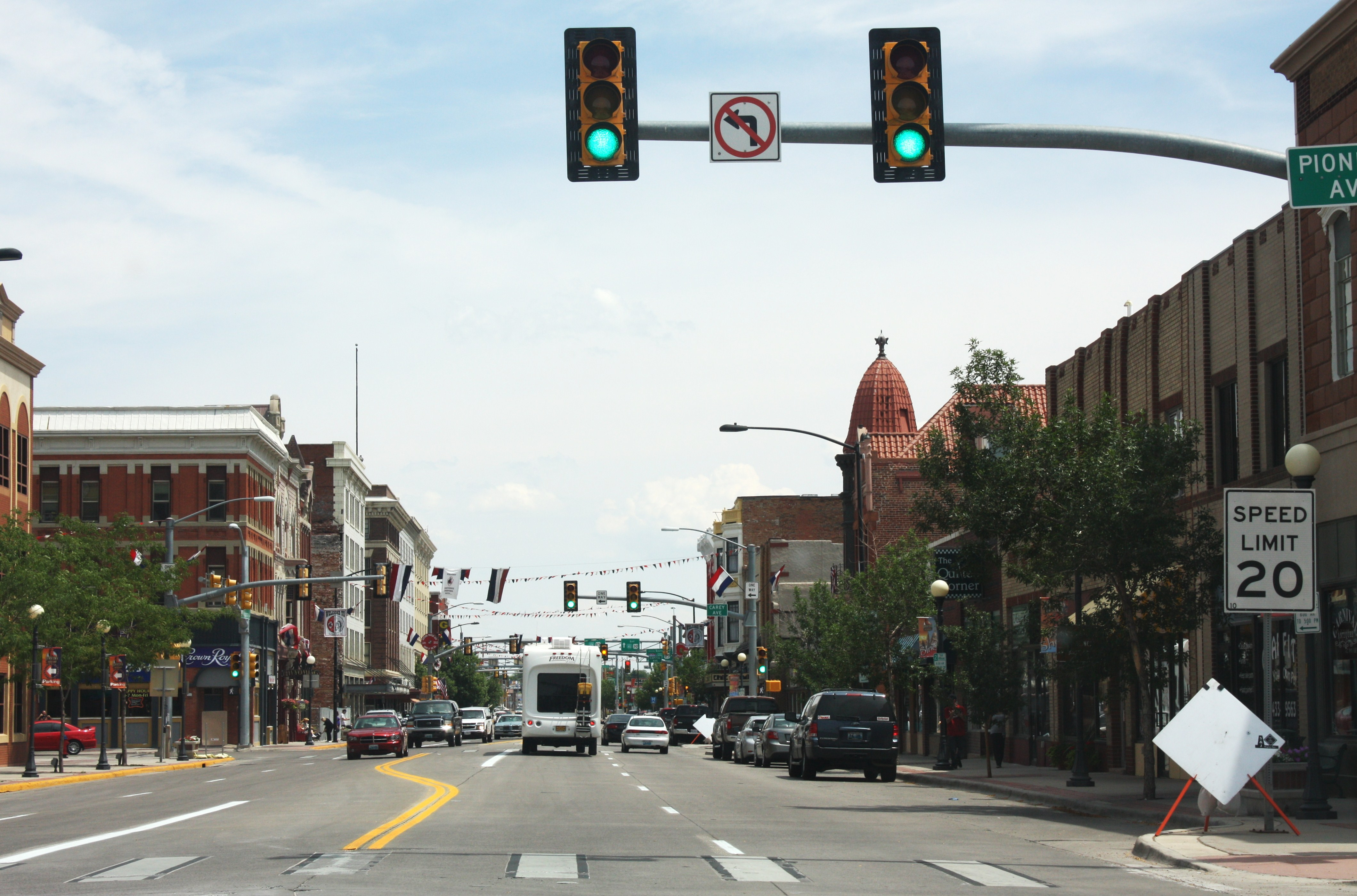
Gatuvy från Cheyenne.

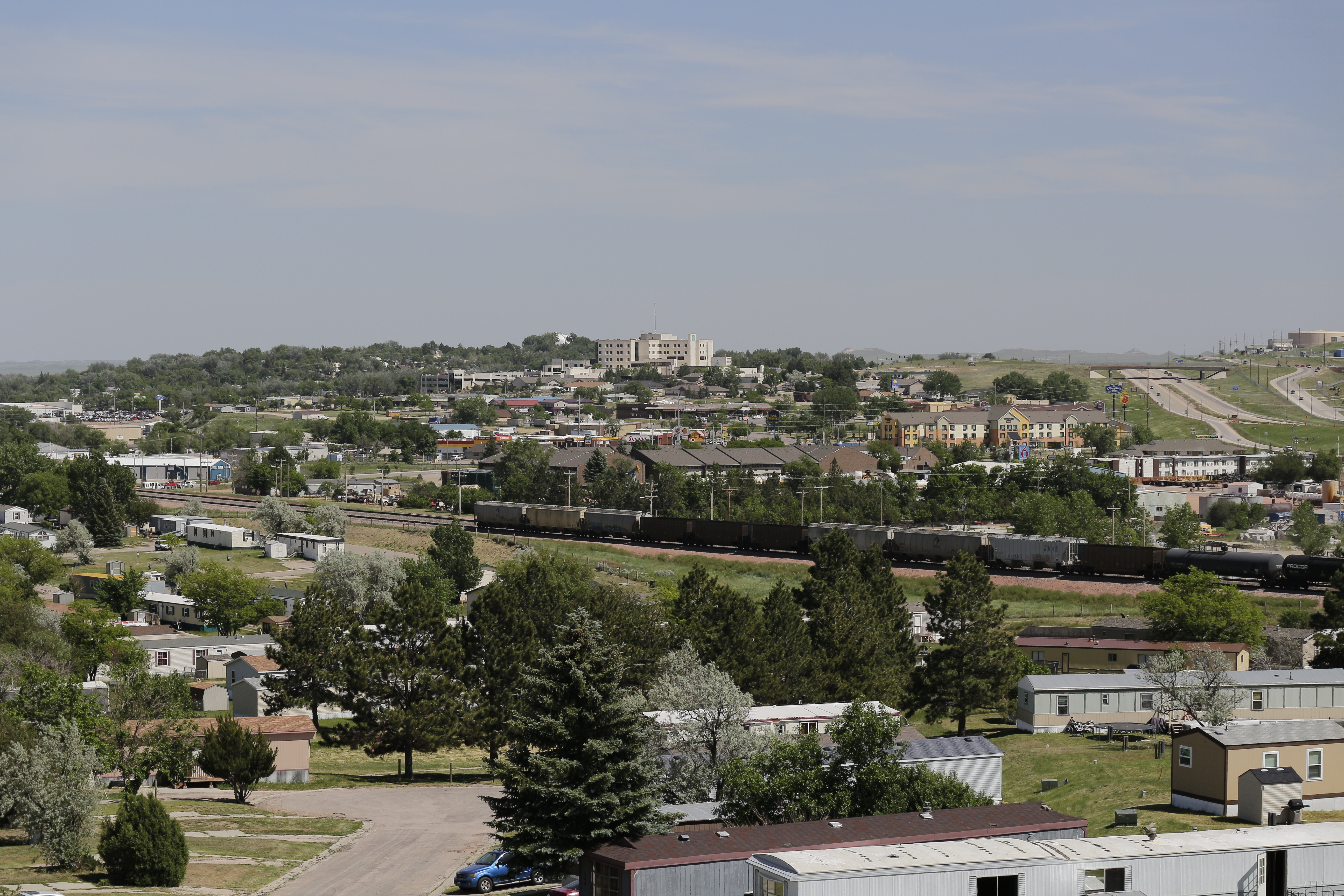
Gillette

De tio största städerna i Wyoming var 2008:
- Cheyenne – 59 466, delstatshuvudstad.
- Casper – 55 316, viktigt centrum för Wyomings oljeindustri.
- Laramie – 31 312, säte för University of Wyoming.
- Gillette – 29 389
- Rock Springs – 23 229
- Sheridan – 17 517
- Green River – 12 622
- Evanston – 12 282
- Riverton – 10 867
- Jackson – 9 710, centrum för Jackson Hole-dalen med Jackson Hole Mountain Resort.

## Administrativ indelning

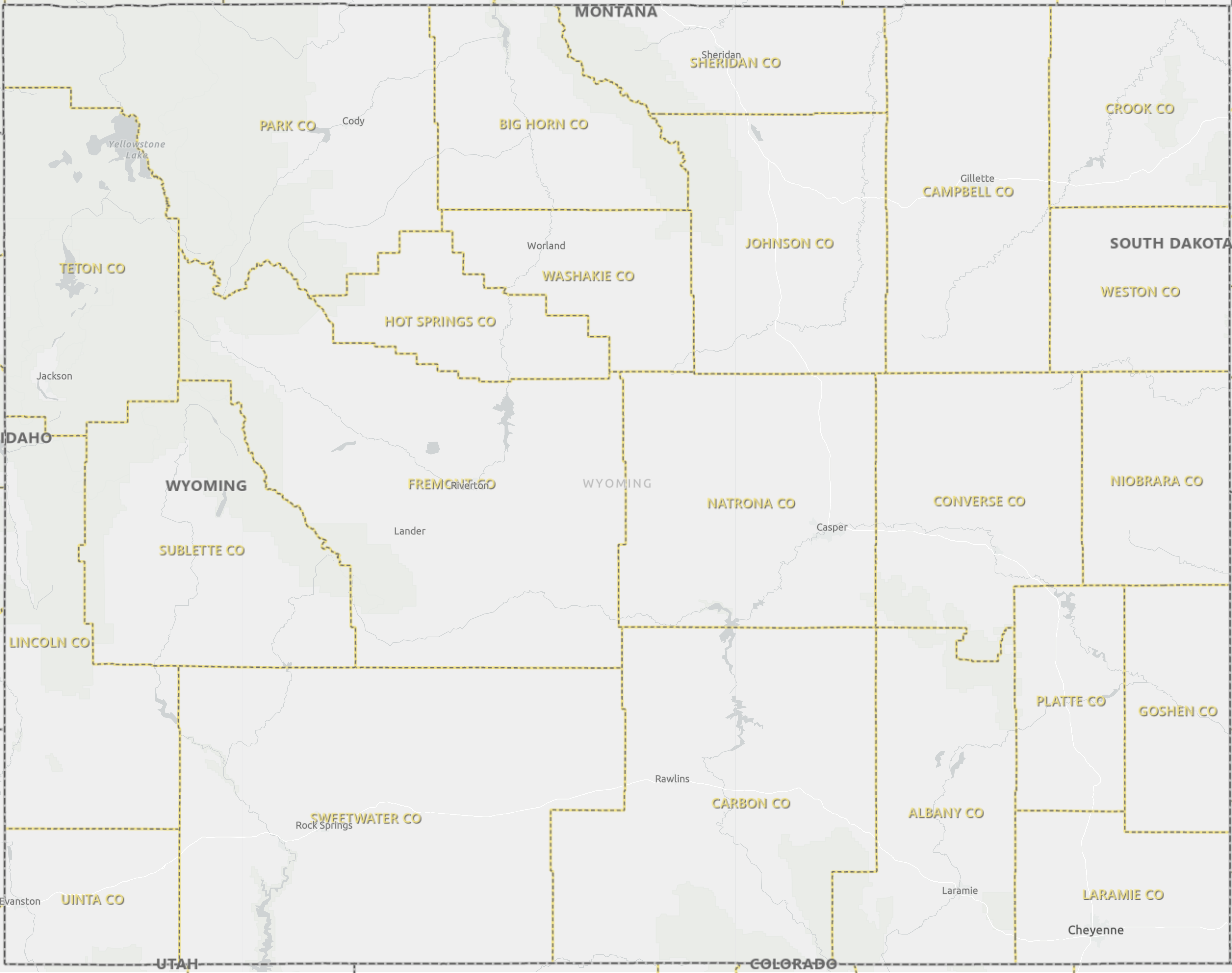
Wyomings 23 countyn.

Delstaten indelas i 23 countyn, som är den lägsta heltäckande administrativa nivån i Wyoming; orters tätortsområden kan i sin tur antingen utgöra städer med olika grader av kommunalt självstyre (cities eller towns) eller administreras av countyt som en typ av kommunfritt område (unincorporated areas). Det folkrikaste countyt är Laramie County, med omkring 90 000 invånare, och det minst befolkade är Niobrara County, med omkring 2 500 invånare.
Wyoming har på grund av sin låga befolkning endast ett enda riktnummerområde som är gemensamt för hela delstaten, (+1) 307. Delstaten utgör även en gemensam valkrets till USA:s representanthus för delstatens enda mandat.
För val till delstatslegislaturen indelas Wyoming i 30 enmansvalkretsar för delstatssenaten och 60 enmansvalkretsar för delstatens representanthus. Dessa valkretsar är ungefär jämnstora i befolkning och kan därför variera kraftigt i yta, från flera countyn till enstaka stadsdelar.

## Indianreservat

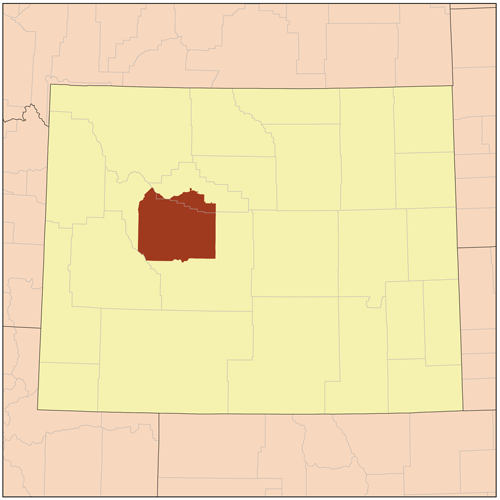
Wind Rivers indianreservat markerat på kartan över Wyoming.

Wind Rivers indianreservat delas av östshoshonernas och nordarapahoernas stammar och ligger i den centrala västra delen av delstaten norr om staden Lander. På reservatets område bor omkring 2 500 östshoshoner och 5 000 nordarapahoer.
Reservatet etablerades efter förhandlingar mellan shoshonehövdingen Washakie och USA:s regering 1868 genom Fort Bridger-avtalet. Dock kom senare nordarapahoerna att tvingas slå sig ner på shoshonereservatet 1876, efter att den federala regeringen inte uppfyllt löftet om ett separat reservat för arapahoerna. Reservatet och dess land-, vatten- och naturresurser ägs idag till 50 procent vardera av båda stammarna gemensamt. Reservatet är självstyrande och styrs av stammarnas respektive regeringar, med ett tolvmannaråd med sex rådsmedlemmar från varje stam som beslutar om gemensamma affärsangelägenheter.